# Seznam předslovanských vládců na území Česka a Slovenska
Toto je neúplný seznam předslovanských vládců na území Čech, Moravy a Slovenska. Tito vládci vládli germánským a jiným kmenům v době římské a době stěhování národů, proto území, kterému vládli, bylo proměnlivé a jeho přesná lokace není možná. Některé germánské národy územím Čech pouze migrovaly. Většina vládců se snažila obsadit pro své národy území blízko Limes Romanus či přímo na území Římské říše v bývalých římských provinciích Noricum a Panonie, kde se někteří z nich stali římskými foederaty. Proto se většina Germánů usazovala na území dnešní Vídeňské pánve, v nížinách jižní Moravy, jihozápadního Slovenska a Dolního Rakouska a o tato území soupeřila. Na území Čech, Moravy i Slovenska žily především germánské kmeny Markomanů, Kvádů, Langobardů, Hermundurů Herulů a Naristů Na jižní Moravu mohla zasahovat sídla Rugiů. V 6. století na území Čech ovlivnili skladbu tehdejšího obyvatelstva Durynkové, ale jejich vláda zde není doložena. V polovině 6. století na území Čech převažovali Slované a z Balkánu se rozšířil vliv Avarského kaganátu.

## Seznam markomanských králů vládnoucích na území Čech a Moravy

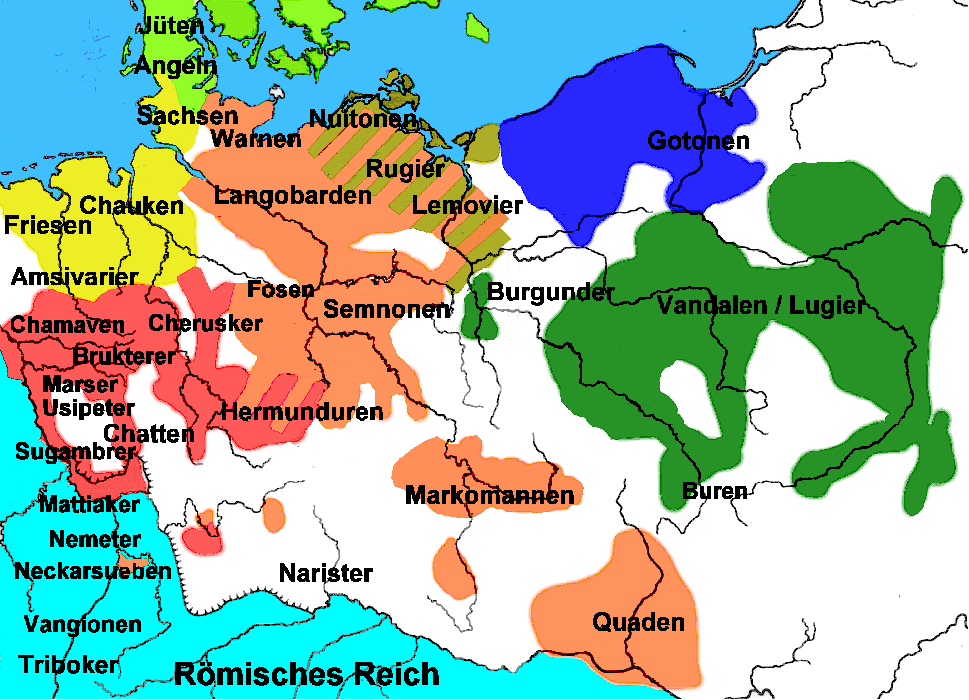
území Markomanů a Kvádů kolem roku 50 n. l.

- Marobud (Maroboduus) – vládl přibližně v letech 9 př. n. l.–19 n. l.,[5] zmíněn Tacitem[7]
- Katvalda (Catualda) – vládl v letech 19–21,[5] zmíněn Tacitem[7]
- Ballomar (Ballomarius) – vládl kolem roku 166,[8] zmíněn Cassiem Dionem[9]
- Aistomodius – nastolen římským císařem Septimiem Severem, vládl asi Markomanům nebo Kvádům, zmíněn na náhrobku v Carnuntu[10]
- Attalus – vládl po roce 250, zmíněn Aureliem Victorem[10]
- Fredegildus – vládl v letech 380–396
- Fritigil – vládla po roce 396, manželka Fredegilda, zmíněna Paulinem z Milána[10]

## Seznam kvádských králů vládnoucích na území Moravy a Slovenska

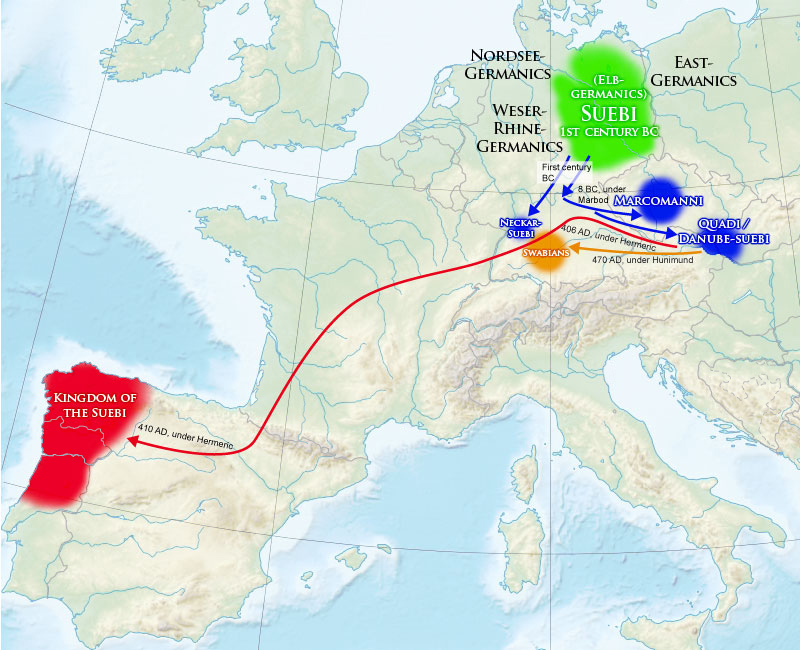
migrace Svébů (Markomanů a Kvádů)

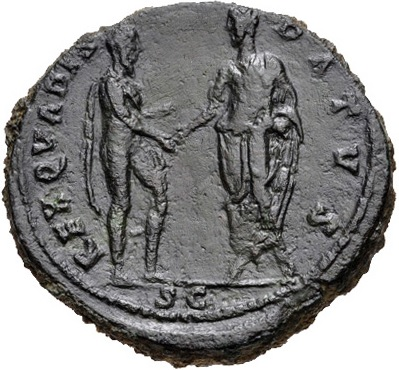
Rub sestercia Antonina Pia z roku 143. Zobrazuje Pia stojícího vlevo, jak předává diadém králi Kvádů stojícímu vpravo, s následujícím popisemː REX QUADIS DATUS

- Tudrus (Tuder) – vládl kolem roku 9 př. n. l.,[5] přivedl Kvády na Moravu a západní Slovensko, zmíněn Tacitem[11]
- Vannius – vládl přibližně v letech 21–50,[5] zmíněn Tacitem[7]
- Vangio a Sido – vládli přibližně od roku 50,[5] synovci Vannia. Sido je zmiňován ještě roku 69 již s Vangiovým nástupcem Italicem.[10] Zmíněni Tacitem.[12]
- Italicus – vládl kolem roku 69, nástupce a možná syn Vangia, zmíněn Tacitem[10]
- "Rex Quadis datus" – vládl po roce 142, nastolen římským císařem Antoninem Piem,[10] zmíněn na římských mincích[13]
- Marcomar[13] – vládl v roce 168 nebo 169, zmíněn Aureliem Victorem[10]
- Furtius (Phurtius) – vládl v letech 167/172–173, prořímský, sesazen Kvády,[13] zmíněn Cassiem Dionem[9]
- Ariogaesus – vládl v letech 173–174, protiřímský vládce, sesazen a poslán do egyptského exilu,[13] zmíněn Cassiem Dionem[9]
- Aistomodius – nastolen římským císařem Septimiem Severem, vládl asi Markomanům nebo Kvádům, zmíněn na náhrobku v Carnuntu[10]
- Gaiobomar – vládl do roku 215, zavražděn na příkaz císaře Caracally, zmíněn Cassiem Dionem[14]
- Viduarius – vládl v době Constantia II., zmíněn Ammianem Marcellinem se synem Vitrodorem, knížetem Arahariem a velmožem Agilimundem[15] k roku 358[10]
- Gabinius – vládl do roku 374, zavražděn Římany, zmíněn Ammianem Marcellinem[16]
- Hunimund – král podunajských Svébů, založil po bitvě u Nedao v roce 454 na území Markomanů a Kvádů krátce trvající království, roku 469 poražen v bitvě u Bolie, zmíněn Jordanem[17]
- Alarich – spoluvládce Hunimunda, vládl kolem roku 469 (zmíněn Jordanem v souvislosti s bitvou u Bolie)[17]

## Seznam hermundurských králů vládnoucích na území Čech
- Vibilius – vládl přibližně v letech 21–50, sesadil Katvaldu a Vannia,[10] zmíněn Tacitem[7][12]

## Seznam králů Naristů vládnoucích na území Čech
- Valao – vládl do roku 172, zabit Valeriem Maximianem,[8] zmíněn na nápise v alžírské Zaně (dříve Diana Veteranorum)[10]

## Seznam hunských vládců Slovenska
Roku 375 započaly nájezdy Hunů, což se považuje za počátek stěhování národů. Počátkem 5. století ovládli Hunové území Slovenska. Za vlády Attily bylo pod vlivem jeho říše i české území. Attilova říše se rozpadla roku 454 po bitvě u Nedao.
- Rugila – vládl přibližně do roku 434[19]
- Bleda – vládl přibližně v letech 434–445[19][20]
- Attila – vládl přibližně v letech 434–453[19][20]

## Seznam langobardských králů vládnoucích na území Moravy a Slovenska

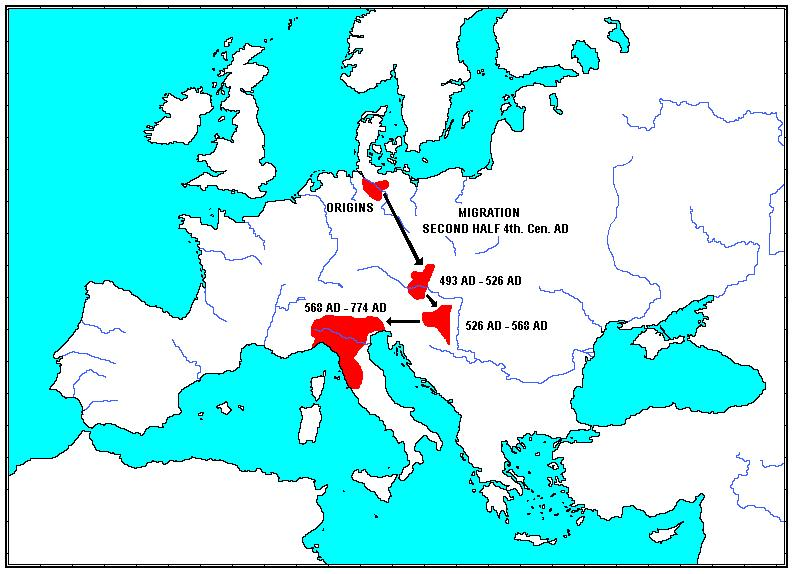
migrace Langobardů

- Agelmund – vládl přibližně 375–415, zabit v záloze, přivedl Langobardy na Moravu,[21] zmíněn Origo Gentis Langobardorum[22] a Paulem Diaconem[23]
- Lamicho (Lamissio/Laiamicho) – vládl po 415, adoptovaný syn Agelmunda,[24] zmíněn Origo Gentis Langobardorum[22] a Paulem Diaconem[23]
- Lethu (Lethuc) – vládl přibližně v letech 420–460, vazal Hunů,[25] zmíněn Origo Gentis Langobardorum[22] a Paulem Diaconem[23]
- Hildeoch (Hildehoc/Aldihoc) – vládl po roce 470, vazal Herulů,[25] zmíněn Origo Gentis Langobardorum[22] a Paulem Diaconem[23]
- Gudeoch (Godehoc) – vládl po roce 480, vazal Herulů,[25] zmíněn Origo Gentis Langobardorum[22] a Paulem Diaconem[23]
- Pero – zmíněn pouze v Chronicon Gothanum mezi Gudeochem a Claffem[26]

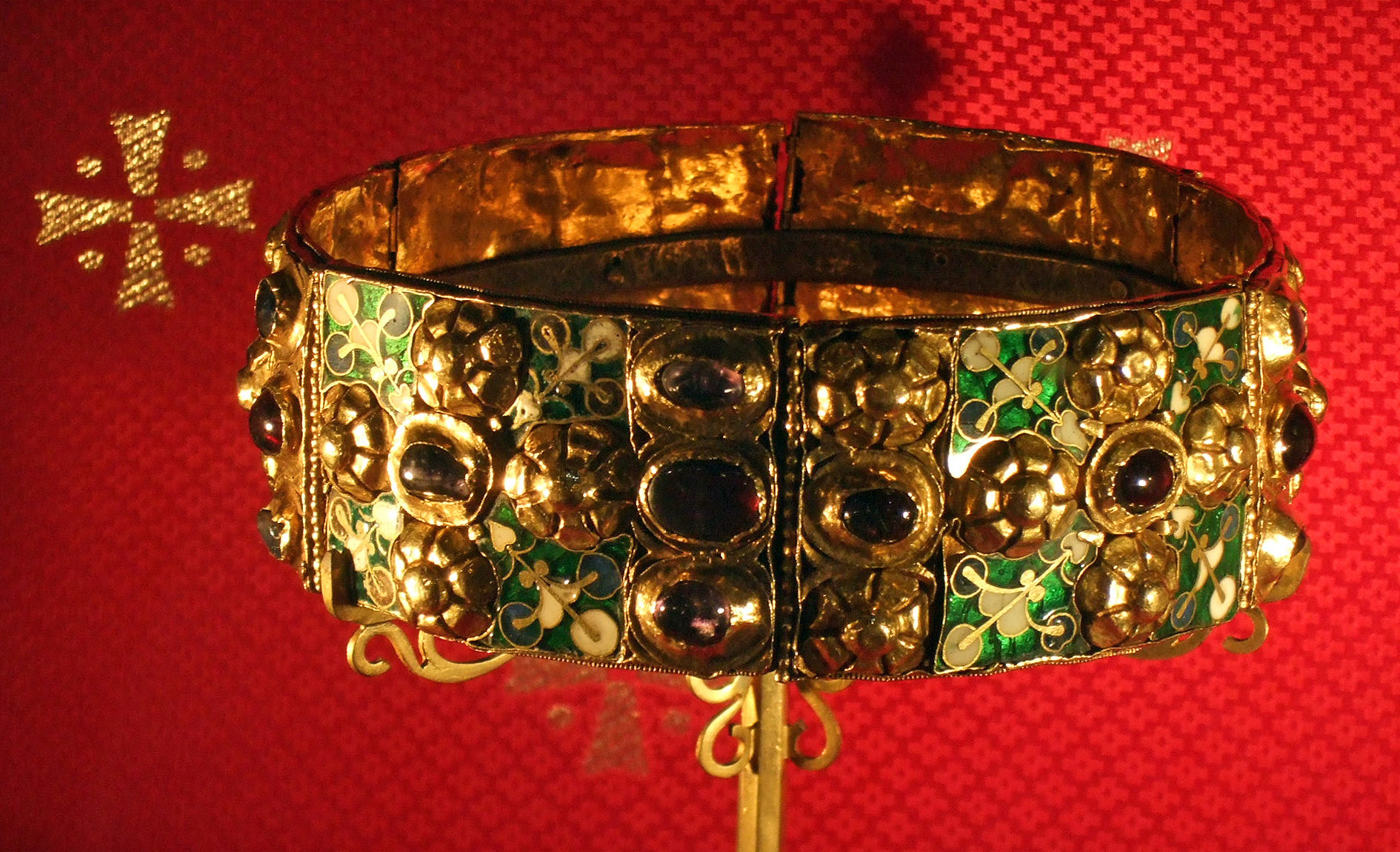
Langobardská královská koruna

- Claffo – vládl okolo roku 500, vazal Herulů,[25] zmíněn Origo Gentis Langobardorum[22] a Paulem Diaconem[23]
- Tato – vládl po 500–510, syn Claffa, první suverénní král, zavražděn, zmíněn Origo Gentis Langobardorum[22] a Paulem Diaconem[23]
- Hildigis – 510, pretendent trůnu, zmíněn Origo Gentis Langobardorum[22] a Paulem Diaconem[23]
- Wacho – vládl od roku 510 – asi do roku 540, syn Unichuse, synovec Tata, zmíněn Origo Gentis Langobardorum[22] a Paulem Diaconem[23]
- Walthari – vládl po 540–546, syn Wacha, poslední z dynastie Lethingů, Audoin jako regent, zmíněn Origo Gentis Langobardorum[22] a Paulem Diaconem[23]
- Audoin – vládl v letech 546–565, samostatně, první z dynastie Gausů, zmíněn Origo Gentis Langobardorum[22] a Paulem Diaconem[23]
- Alboin – vládl přibližně v letech 565–568, syn Audoina. Langobardy dovedl do Itálie. Zmíněn Origo Gentis Langobardorum[22] a Paulem Diaconem.[23]

Královská langobardská železná koruna byla vyrobena kolem roku 500.

## Seznam herulských králů vládnoucích na území Moravy a Slovenska
- Rodolf (Hrodolphos) – vládl přibližně v letech 494–508, místní vládce, zabit Langobardy, zmíněn Prokopiem z Kaisareie,[27] Origo Gentis Langobardorum[22] a Paulem Diaconem[23]

## Avarský kaganát

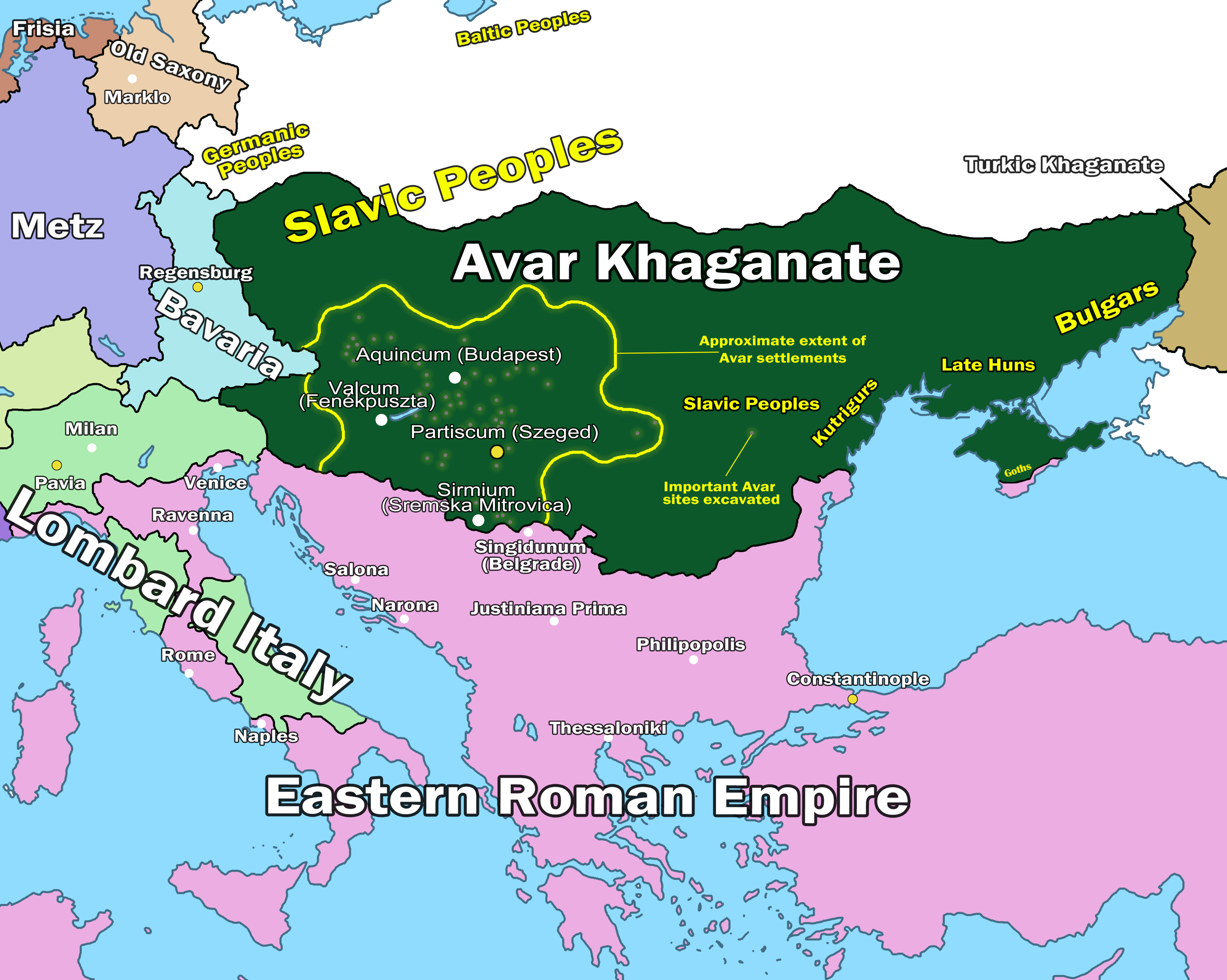
Avarský kaganát kolem roku 602

Po odchodu Langobardů do Itálie se na naše uzemí rozšířil vliv avarského kaganátu, kterému v té době vládl Bajan. Poté (kolem roku 623/624) již proti Avarům začínali povstávat Slované pod vedením Sáma.
- Bajan – Zmíněn Menandrem Protektorem. Vládl přibližně v letech 562–582, po něm vládli jeho dva synové (jména neznámá) přibližně v letech 584–610 a 610–626.[28] Některé zdroje uvádějí odlišná data a pro staršího Bajanova syna používají jméno Bajan II.[29]
- Theodor – vládl do roku 805, zmíněn ve východofranských letopisech[30]
- Abrahám – vládl od roku 805, zmíněn ve východofranských letopisech[30]
- Izauci – vládl kolem roku 811, zmíněn ve východofranských letopisech[30]